# Engelbrecht (elsässisches Adelsgeschlecht)

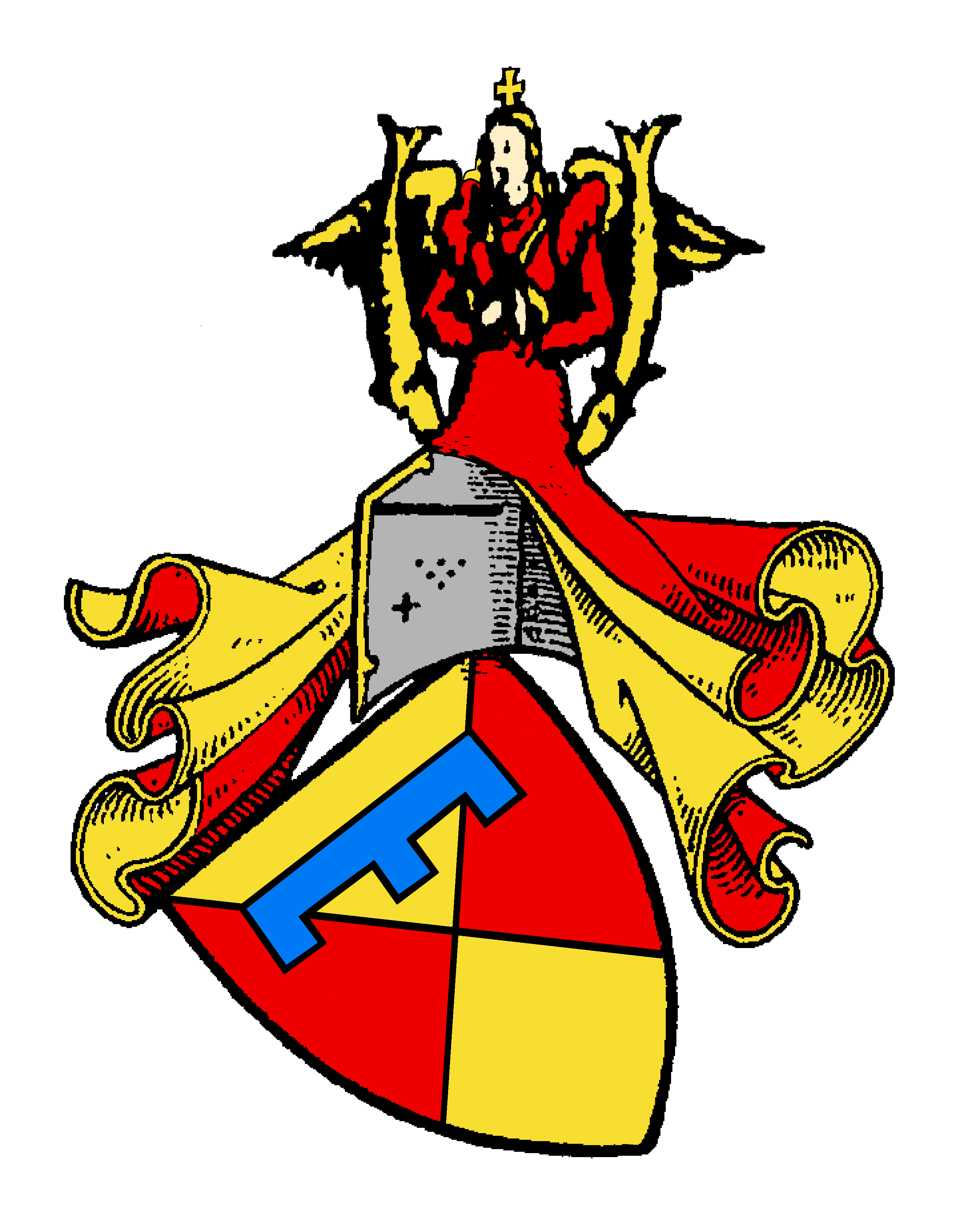
Wappen der elsässischen Engelbrecht

Engelbrecht, auch Engelberti, ist der Name eines alten elsässischen Adelsgeschlechts, das wohl noch im ausgehenden Mittelalter erloschen ist.

## Geschichte
Die Engelbrecht waren ein mittelalterliches, adliges, bis 1433 zu Straßburg ratsgesessenes und ritterbürtiges Geschlecht, Hausgenossen ab 1266. Sie hatten ihre Lehen von den Bischöfen von Straßburg, den Grafen von Württemberg, den Herren von Lichtenberg und der Abtei Neuweiler.
Wappenverwandtschaft besteht mit den noch älteren von Lampertheim, welche ebenfalls 1266 Hausgenossen zu Straßburg wurden und ihren Namen nach ihrem Stammsitz Lampertheim bei Straßburg hatten. Einen ähnlich bezeichneten Schild, nur unterschieden durch Beizeichen, führten die ab 1290 urkundlichen von Bolsenheim, die sich nach Bolsenheim an der Scheer, bei Benfeld, benannten. Diese waren eine Linie derer von Lampertheim und nannten sich auch von Lampertheim gen. von Bolsenheim. In der Regel bezeichnete ein Turnierkragen, wie ihn die Engelbrecht im Wappen führten, als Beizeichen eine jüngere Linie eines Gesamtgeschlechts.
Die Familienzugehörigkeit des dominikanischen Theologen Ulrich Engelbrecht († 1277) darf lediglich vermutet werden, da dieser finanziert durch seinen namensgleichen Zeitgenossen, Ritter Ulrich Engelbrecht, 1260 die erste Orgel im Straßburger Münster fertigen ließ, welche jedoch bereits 1298 mit anderen Kircheninventarien verbrannte. Ritter Ulrich Engelbrecht soll Sohn eines Johann Engelbrecht (des Älteren) gewesen sein.
Auch später bestanden Verbindungen zu den Dominikanern. So überließ der Dominikanerkonvent am 17. Januar 1304 den Schwestern Ellekind und Katharina, Töchtern des Magisters Johann Engelbrecht, ein Haus mit Grundstück in Straßburg zur Nutzung und Wohnung auf Lebenszeit. Um 1316 wurden die Geschwister Hugo, Adelheid und Katharina Engelbrecht erneut im Zusammenhang mit einer Schenkung an den Straßburger Dominikanerkonvent genannt, wobei Hugo Engelbrecht selbst dem Konvent angehörte. Clara Engelbrecht war 1375 Priorin von St. Nikolaus.
Die heutige Rue des Pucelles in Straßburg entlehnte 1300–1339 ihren Namen nach obigem Magister Johann Engelbrecht, der dort ein Haus, 1302 curia Engelberti, hatte. So hieß sie von 1300 bis 1326 Meister Johannes Engelbrechtes Gasse, 1312 Vicus magistri Engilbreti und 1326 bis 1339 Des Engelbrechtes Gasse. Seine Tochter Heilka Engelbrecht wurde mit Ritter Nicolaus Zorn († 1356) vermählt, woraufhin dieser den Genanntnamen Engelbrecht annahm und das Domus magistri Engelberti bezog. Die Straße hieß 1345 daraufhin Vicus quondam Nicolai Engelberti militis bevor sie im selben Jahr erstmals Jungfrowengasse genannt wurde.
Auch Gosso Engelbrecht war als Repräsentant des Adels 1349 einer der zwei adligen Stettmeister im Rat von Straßburg. Um 1350 muss Herr Goß Engelbrecht von Straßburg Pfandbesitz am Hellhof und am Riegelhof gehabt haben, bevor Johannes von Windeck die Güter wiederkaufte. Noch einmal wurde Goße Engelbrecht in einer Rechtssache am 2. Juni 1362 urkundlich genannt. Sein gleichnamiger Sohn, Gosso Engelbrecht, Ritter zu Straßburg, hatte bis zum 11. November 1379 dem Henselm Basler aus Ruprechtsau eine Fähre im Rhein, genannt das Niederfahr, gegen einen Zins von 40 Pfund Straßburger Pfennigen verliehen. Am 3. Juli 1380 erwarb er von Johann Vetter eine Rente. 1389 war er Gewinner des Basler Turniers und infolgedessen Organisator des Straßburger Turniers von 1390, an dem 295 Gäste, darunter 43 Grafen und 131 Ritter, teilnahmen.
Im Jahr 1396, nach der Schlacht bei Nikopolis, in die der Prinz von Burgund von Ritter Johann Engelbrecht, Sohn des Ritters Gozo Engelbrecht begleitet wurde, war dessen Überleben ungewiss, weswegen am 9. November 1397 Johann der Ältere und Ludwig, Herren zu Lichtenberg, seinem Sohn Heinrich Engelbrecht das väterliche und großväterliche Lehen garantierten.
Zunächst hatten noch Gozo Engelbrechts Erben das Lehen der Rheinfähre inne. Am 25. Oktober 1437 bekundete Jakob, Herr von Lichtenberg, dass ihm der feste Heinrich Engelbrecht die ihm zustehenden Lehen aufgegeben habe, namentlich auf der Rheinbrücke und in der Ruprechtsau bei Straßburg, um zu einem Mannlehen in Gemeinschaft mit dem festen Heinz von Müllenheim in dieses Lehen eingesetzt zu werden. 1442 tritt auch Ritter Klaus von Großstein als weiterer gemeinsamer Lehnsnehmer auf. Am 15. Dezember 1445 war Heinrich Engelbrecht bereits verstorben und nur noch seine Miteigner, nicht aber seine Erben werden als Inhaber des Lehens des Niederfahr genannt. Am 24. Dezember 1484 wird die Niederfahr letztmals in einer Urkunde als ehemaliges Lehen der Engelbrecht erwähnt.

## Stammlinie
- Johann Engelbrecht
  - Ulrich Engelbrecht, 1260 Ritter
    - Johann Engelbrecht († vor 1345), 1302 und 1304 als Stettmeister (Bürgermeister) im Rat von Straßburg urkundlich genannt
      - Hugo Engelbrecht, 1316 Dominikaner
      - Katharina Engelbrecht, 1304 und 1316 urkundlich genannt
      - Adelheid (Heilke, Ellekind) Engelbrecht, 1304 und 1316 urkundlich genannt, ⚭ Ritter Nikolaus Zorn († 1356), er nahm den Genanntnamen Engelbrecht an, den auch seine Kinder, teilweise auch Enkel noch führten[26]
      - Gosso Engelbrecht († nach 1362), 1349 einer der beiden adligen Stettmeister im Rat von Straßburg
        - Gosso Engelbrecht († 10. April 1398), Ritter, 1389 Gewinner des Baseler Turniers, Organisator des Straßburger Turniers von 1390, ⚭ Minnelina Baumann († 30. April 1370), aus schon 1266 zu Straßburg urkundlichem Geschlecht,[27] zur elsässischen Ritterschaft gehörig[28]
          - Johann Engelbrecht († 1401), Ritter, 1396 Teilnehmer der Schlacht bei Nikopol, ⚭ Isabelle de Ligny
            - Heinrich Engelbrecht († vor 15. Dezember 1445), 1437 und 1442 Lehnsnehmer der Herren von Lichtenberg auf der Rheinbrücke und in der Ruprechtsau bei Straßburg, ⚭ Agnes Büchsner (* 1420), aus zur elsässischen Ritterschaft gehörendem Geschlecht;[29] schon 1335 zu Straßburg urkundlich[30]
              - Agnes Engelbrecht († 3. Juni 1466) ⚭ Veltin Knobloch (* 1405; † 1473), Ratsherr in Straßburg, aus altem Ministerialengeschlecht, das bereits 1197 urkundete;[31] zur elsässischen Ritterschaft gehörend,[32] Hausgenossen zu Straßburg ab 1266[33]

            - (ungewisse Filiation, jedoch zum Geschlecht gehörig) Heinrich Engelbrecht und Bertha/Martha von Mülheim, als Eheleute urkundlich 1433. Wendel von Mülheim und Gose sein Bruder [be]erbten die Engelbrecht und die von Greiffenstein 1434[34]

## Wappen

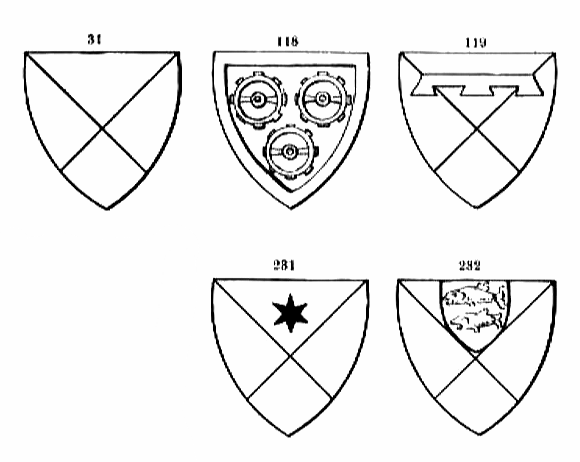
Wappen der Adelsgeschlechter zur Wappengruppe der schrägen Vierung von Gold über Rot: derer von Lampertheim; Wappen von magister Johannes Engelbrecht im Siegel 1313 (3 Zahnräder); Wappen derer Engelbrecht allgemein (= Lampertheim mit Turnierkragen als Beizeichen); Wappen derer von Lampertheim in Bolsenheim bzw. auch derer Scholl von Lampertheim (= Lampertheim mit Stern), Wappen derer von Lampertheim genannt von Bolsenheim (= Lampertheim mit schwarzem Schildchen, darin zwei silberne Fische).

Es besteht keine Stammesverwandtschaft zu der durch Nobilitierungen in den Adelsstand gelangten Familie Engelbrecht aus Stralsund und den Engelbrecht, welche aus Nordhausen stammen. Wohl aber besteht zu den letztgenannten teilweise Wappenverwandtschaft, ebenso bestehen Wappenähnlichkeiten zu einem gleichnamigen älteren limburgischen Adelsgeschlecht Engelbrecht, welches im 17. Jahrhundert im Mannesstamm endete. Eine Stammesverwandtschaft mit den zuletzt genannten kann zumindest nicht ausgeschlossen werden.